# سیستم تصویر مستطیل‌شکل

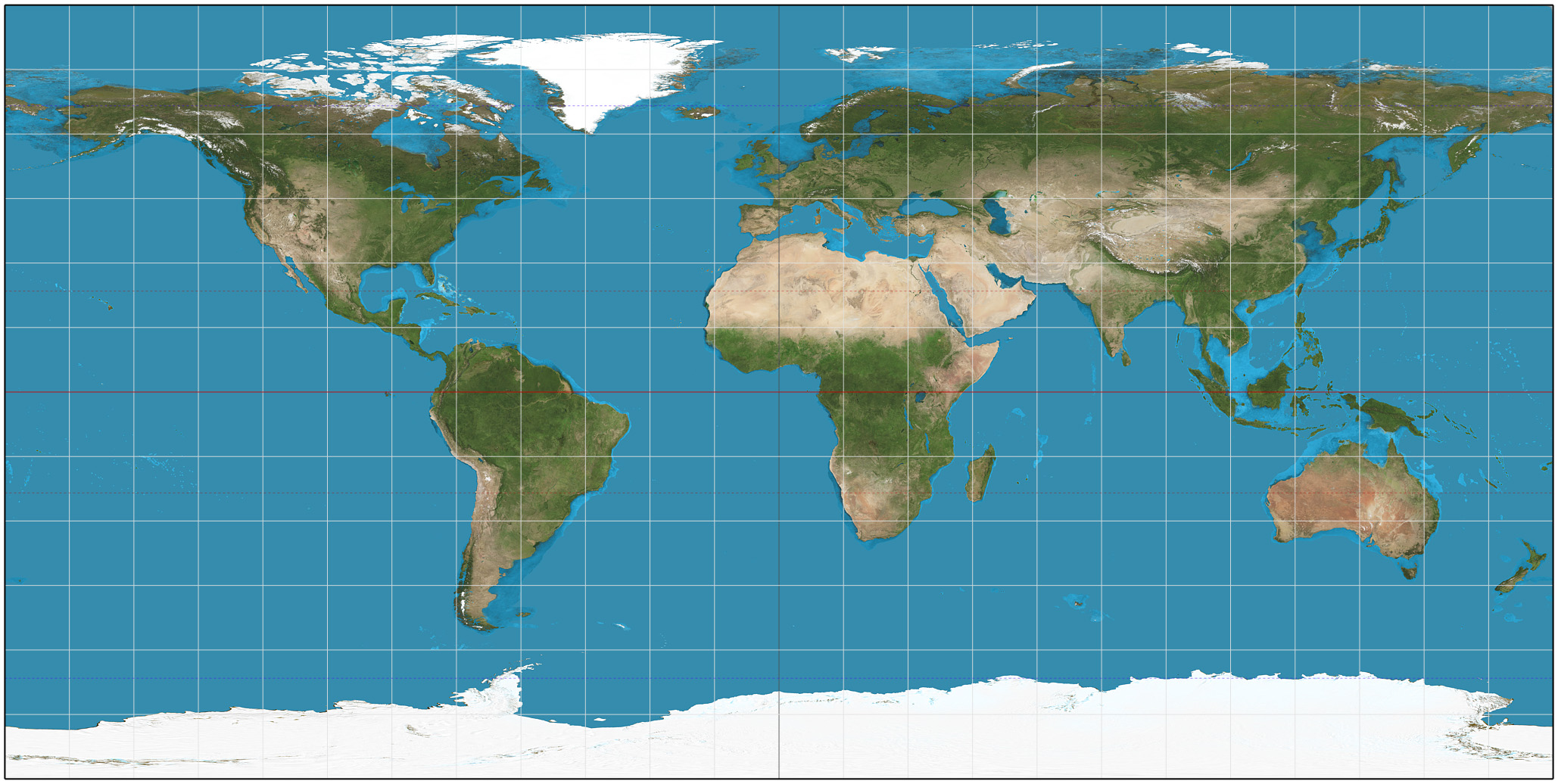
طرح‌ریزی مستطیل‌شکل؛ موازی استاندارد استوا است (طرح صفحه کری).

طرح‌ریزی مستطیل‌شکل با نشانگر تغییر شکل تیسوت

تصویر ماهواره‌ای رنگی واقعی از زمین در حالت طرح‌ریزی مستطیل‌شکل

سیستم تصویر مستطیل شکل یا طرح‌ریزی مستطیل‌شکل (همچنین به آن سیستم تصویر استوانه‌ای مساوی نیز گفته می‌شود)، و شامل حالت ویژه سیستم تصویر صفحه (که به آن سیستم تصویر جغرافیایی، طرح عرض جغرافیایی/ طول جغرافیایی یا نمودار صفحه نیز گفته می‌شود)، یک طرح نقشه ساده است. منسوب به مارینوس صوری، که بطلمیوس ادعا می‌کند که این طرح را در حدود ۱۰۰ سال پس از میلاد اختراع کرده‌است. سیستم تصویر نصف النهارها را به خطوط مستقیم عمودی با فاصله ثابت (برای فواصل نصف‌النهاری با فاصله ثابت)، و دایره‌های عرض جغرافیایی به خطوط مستقیم افقی با فاصله ثابت (برای فواصل ثابت موازی) ترسیم می‌کند. سیستم تصویری نه مساحتی برابر و نه مطابقت دارد. به دلیل تفاوت این طرح با واقعیت، از آن کمتر در ناوبری یا کاداستر نقشه‌برداری استفاده می‌کنند و بیشتر برای تهیه نقشه موضوعی کاربرد دارد. به‌طور خاص، صفحه carrée به یک استاندارد برای مجموعه داده‌های شطرنجی جهانی، مانند سلستیا، ناسا ورلد ویند، و زمین طبیعی تبدیل شده‌است، زیرا رابطه بسیار ساده‌ای بین موقعیت یک پیکسل تصویر روی نقشه و موقعیت جغرافیایی متناظر آن روی زمین وجود دارد. علاوه بر این، اغلب در عکاسی پانوراما برای نمایش یک تصویر پانوراما کروی استفاده می‌شود.

## تعریف
سیستم تصویر رو به جلو، مختصات کروی را به مختصات مسطح تبدیل می‌کند. سیستم تصویر معکوس از صفحه به کره تبدیل می‌شود. فرمول‌ها یک مدل کروی را فرض می‌کنند و از این تعاریف استفاده می‌کنند:
- {\displaystyle \lambda } طول جغرافیایی مکان برای پروژه است.
- {\displaystyle \varphi } عرض جغرافیایی مکان برای پروژه است.
- {\displaystyle \varphi _{1}} موازی‌های استاندارد (شمال و جنوب خط استوا) هستند که در آن مقیاس طرح‌ریزی درست است.
- {\displaystyle \varphi _{0}} موازی مرکزی نقشه است.
- {\displaystyle \lambda _{0}} نصف‌النهار مرکزی نقشه است.
- {\displaystyle x} مختصات افقی مکان پیش‌بینی شده روی نقشه است.
- {\displaystyle y} مختصات عمودی مکان پیش‌بینی شده روی نقشه است.
- {\displaystyle R} شعاع کره زمین است.

متغیرهای طول و عرض جغرافیایی در اینجا بر حسب رادیان تعریف می‌شوند.

### رو به جلو
{\displaystyle {\begin{aligned}x&=R(\lambda -\lambda _{0})\cos \varphi _{1}\\y&=R(\varphi -\varphi _{0})\end{aligned}}}
مربع مسطح به فرانسوی plate carrée، مورد خاصی است که در آن {\displaystyle \varphi _{1}} صفر است. این طرح، x را به‌عنوان مقدار طول جغرافیایی و y را به‌عنوان مقدار عرض جغرافیایی ترسیم می‌کند، و به همین دلیل گاهی اوقات به‌عنوان پیش‌بینی عرض جغرافیایی/طول جغرافیایی یا lat/lon(g) نامیده می‌شود.
وقتی که {\displaystyle \varphi _{1}} صفر نیست، مانند مارینوس {\displaystyle \varphi _{1}=36} ، یا رونالد میلر {\displaystyle \varphi _{1}=(37.5,43.5,50.5)} ، طرح‌ریزی می‌تواند عرض‌های جغرافیایی خاص مورد علاقه را در مقیاس واقعی به تصویر بکشد.
در حالی که طرح‌ریزی با موازی‌های مساوی برای یک مدل بیضی شکل امکان‌پذیر است، اما دیگر به یک اندازه فاصله نخواهد داشت زیرا فاصله بین موازی‌ها روی یک بیضی ثابت نیست. از فرمول‌های پیچیده‌تر می‌توان برای ایجاد نقشه ای با فاصله مساوی استفاده کرد که موازی‌های آن منعکس کننده فاصله واقعی است.

### معکوس
{\displaystyle {\begin{aligned}\lambda &={\frac {x}{R\cos \varphi _{1}}}+\lambda _{0}\\\varphi &={\frac {y}{R}}+\varphi _{0}\end{aligned}}}

### نام‌های جایگزین
در نمایش پانورامای کروی، معمولاً:
- {\displaystyle \lambda } «یاو» نامیده می‌شود.[۵]
- {\displaystyle \varphi } «پیچ» نامیده می‌شود.[۶]

که در آن هر دو در درجه تعریف می‌شوند.